# Pierre Fakhoury
Pierre Fakhoury, (Dabou, al sur de Costa de Marfil, 21 de agosto de 1943) de padres libaneses, es un arquitecto y escultor libanés-marfileño. Su obra más conocida es la Basílica de Nuestra Señora de la Paz.

## Datos biográficos
De padres libaneses, emigrados a Costa de Marfil, Pierre Fakhoury nació en Dabou, al sur de Costa de Marfil.
La etapa de formación la pasó en su totalidad en el Líbano, visitando a sus padres sólo en verano.
Diplomado en la escuela de arquitectura Saint-Luc de Tournai en Bélgica. Allí conoció a su esposa, con la que tuvo tres hijos.
Diseñó la Basílica de Nuestra Señora de la Paz de Yamusukro y desde 1983 ha estado a cargo del traslado de la capital de Costa de Marfil de Abiyán a Yamusukro.
Es propietario del grupo de construcción PFO, del que fue presidente hasta que cedió su cargo a su hijo.

## Obras
Entre los edificios de Pierre Fahhoury destacan:
- El puente de la Isla Boulay,
- el palacio presidencial de la República en Yamusukro,
- acondicionamiento de la zona administrativa y política de la vía triunfal
- La Asamblea Nacional de Costa de Marfil en Yamusukro,
- el Senado de Costa de Marfil en Yamusukro,
- la circunvalación de Yamusukro,
- renovación del village Ivoire Hôtel y el Ivoire Trade center en Abiyán,
- Palacio de Congresos de Abiyán,[2]
- el memorial Félix-Houphouët Boigny en Abiyán.

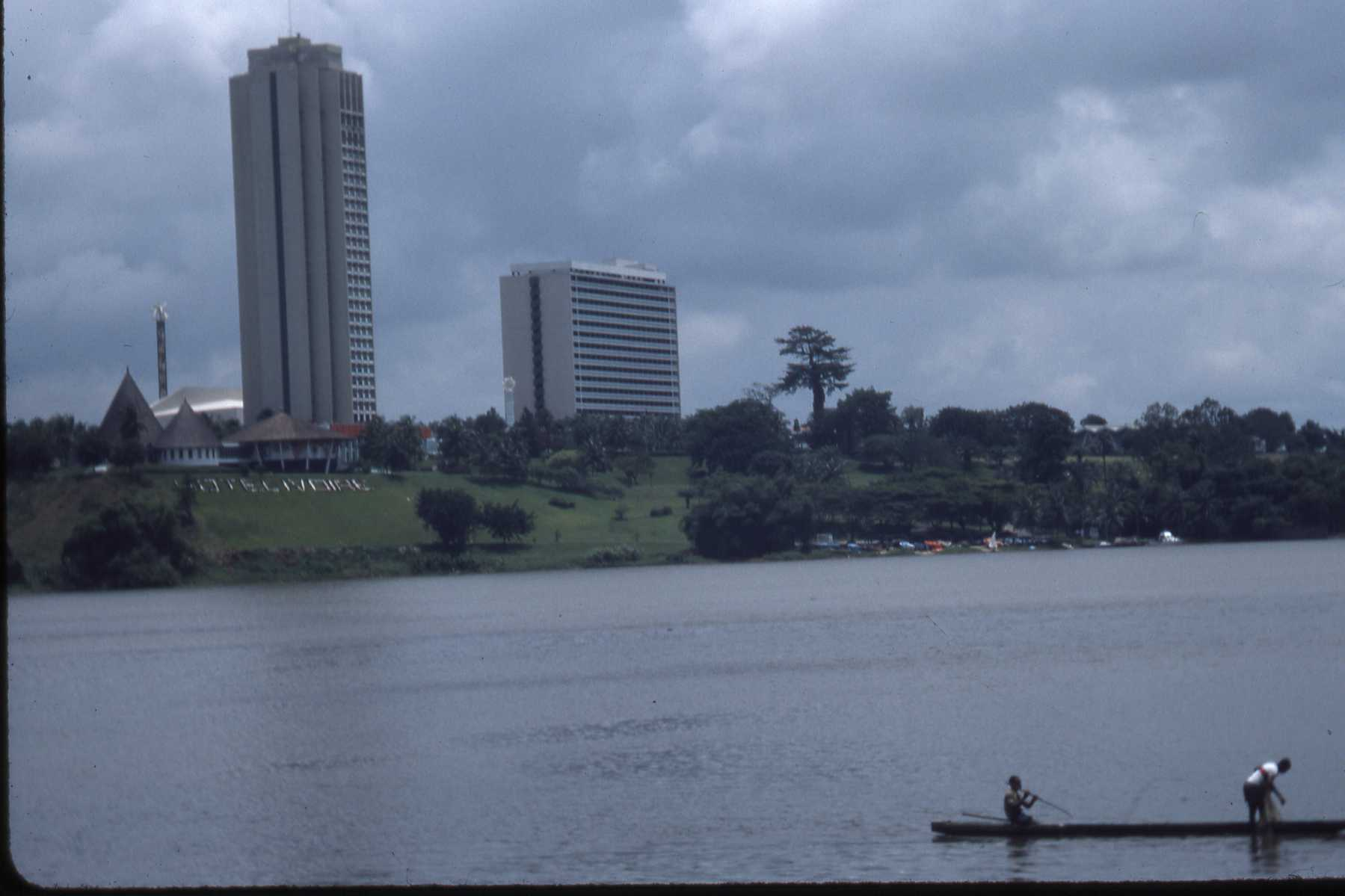
Village Ivoire Hôtel en Abiyán,